# خوزبا اگری (بازیکن فوتبال زاده ۱۹۷۷)
خوزبا اگری (انگلیسی: Joseba Agirre؛ زادهٔ ۲۴ مارس ۱۹۷۷) بازیکن فوتبال اهل اسپانیا است.
از باشگاه‌هایی که در آن بازی کرده‌است می‌توان به باشگاه فوتبال رئال سوسیداد اشاره کرد.